# マクシム・メドベデフ
マクシム・ボリソヴィッチ・メドベデフ（Maksim Borisovich Medvedev, 1989年9月29日 - ）は、アゼルバイジャン（旧ソビエト連邦）・バクー出身の同国代表サッカー選手。カラバフFK所属。ポジションはDF。

## 経歴
当時のソビエト連邦・バクーで生まれ、幼少期から地元のカラバフFKのユースクラブに所属する。
2006年にトップチームに昇格し、現在も在籍している。

## 代表歴
アゼルバイジャン代表のキャプテンを務めており、58回出場している中で3ゴールを上げている。
2018 FIFAワールドカップ・ヨーロッパ予選において、ノルウェー戦から1点もぎ取った。公式戦での初のゴールであった。

## タイトル

### クラブ
カラバフ
- アゼルバイジャン・プレミアリーグ :  2013-14, 2014–15, 2015–16, 2016–17, 2017–18, 2018–19
- アゼルバイジャン・クボク : 2008–09, 2014–15, 2015–16